# شاهزاده ادوارد، دوک ادینبرو
شاهزاده ادوارد، دوک ادینبرو (به انگلیسی: Prince Edward, Duke of Edinburgh) (ادوارد انتونی ریچارد لویی؛ زاده ۱۰ مارس ۱۹۶۴) چهارمین و جوان‌ترین فرزند و سومین پسر ملکه الیزابت دوم و شاهزاده فیلیپ است. وی در زمان تولد نفر سوم در لیست سلطنت بریتانیا بعد از مادرش بود، اما در حال حاضر و پس از تولد فرزندان برادرانش چارلز و اندرو، نفر سیزدهم در این لیست است.
شاهزاده ادوارد با وجود کسب نمرات نسبتاً ضعیف در پایان دبیرستان، در دانشگاه کمبریج به تحصیل تاریخ پرداخت. وی در سال ۱۹۹۱ با مدرک کارشناسی ارشد از این دانشگاه فارغ‌التحصیل شد.
شاهزاده ادوارد در سال ۱۹۹۹ با سوفی ریس-جونز ازدواج کرد و حاصل این ازدواج دو فرزند به نام‌های لوئیز و جیمز است.